# カン・ミンワン
カン・ミンワン（2000年3月28日 - ）は、韓国のプロアイスホッケー選手。ポジションはフォワード。アジアリーグアイスホッケーのHLアニャンに所属。

## 経歴
京畿高等学校から高麗大学へ進学。
2023-2024シーズンはチームが2シーズン連続となる8度目の優勝を果たし、カンも優勝を経験することになった。